# Capenariana obscuripennis
Capenariana obscuripennis är en insektsart som först beskrevs av Schmidt 1924.  Capenariana obscuripennis ingår i släktet Capenariana och familjen lyktstritar. Inga underarter finns listade i Catalogue of Life.